# Ворог суспільства (фільм, 1931)
«Ворог суспільства» (англ. The Public Enemy) — американська кримінальна драма режисера Вільяма Веллмана. Екранізація твору Джона Брайта «Пиво та кров».

## Сюжет
Том і Метт, два підлітки з ірландського району Чикаго Саут-Сайду, підробляють у торговця краденим. Подорослішавши, вони переходять до пограбувань, в одному з яких вбивають поліцейського. Незабаром в Америці приймають «сухий закон» і Том з Меттом беруться за бутлегерство. Тепер вони багаті й живуть в апартаментах з Мемі та Кітті, двома розкішними блондинками, а вбивства стають повсякденною та звичною справою. Але удача не триває вічно.

## У ролях
- Джеймс Кегні — Том Пауерс
- Джин Гарлоу — Гвен Аллен
- Джоан Блонделл — Мемі
- Едвард Вудс — Метт Дойл
- Мей Кларк — Кітті
- Доналд Кук — Майк Пауерс
- Леслі Фентон — Найлз Натан
- Беріл Мерсер — Ма Пауерс
- Роберт О'Коннор — Педді Райан
- Мюррей Кіннелл — Петті Ноз